# IBM Lotus QuickR
IBM Lotus Quickr est un Groupware (logiciel de groupe de travail) utilisé par des groupes de collaborateurs pour partager divers contenus (système de gestion de contenu ou CMS), édité par IBM.
Les fonctionnalités de Lotus Quickr peuvent être divisées en trois axes : 
1. Stockage de contenu - où sont entreposées les données personnelles et/ou professionnelles.
2. Collaboration d'équipe - permettant d'organiser le stockage, l'accès et le partage des contenus et des projets d'équipes.
3. Connectors - fournissant une interface pour l'utilisateur final vers les contenus Quickr et d'autres outils (suite bureautique, courrier électronique...)

Lotus Quickr a succédé au logiciel IBM Lotus QuickPlace.

## Composants principaux
Lotus Quickr possède six composants majeurs.
- Librairies : organise et partage les contenus.
- Lotus Quickr + Gestion de contenu (Entreprise Content Management) :  optimise le capital-contenu de l'entreprise
- Team places : création d'espaces personnalisables en ligne, spécialement dédiés  aux équipes ou aux projets.
- Connectors : interface multi-application permettant de travailler plus rapidement.
- Gabarit : modèles de “places” permettant de démarrer plus rapidement.
- Partage de contenu personnel :  Création d'espace personnel pour partager des contenus avec d'autres.

Le langage de programmation peut être Lotus script ou Java suivant la plate-forme supportée (Lotus Domino ou WPS).